# Ágota Bujdosó
Ágota Bujdosó   (Budapest, 2 de juny de 1943 - 30 de març de 2025) va ser una jugadora d'handbol hongaresa que va competir entre les dècades de 1960 i 1980. Jugava de portera.
El 1976 va prendre part en els Jocs Olímpics de Montreal, on guanyà la medalla de bronze en la competició d'handbol. En el seu palmarès també destaquen dues medalles de bronze al Campionat del món d'handbol, el 1971 i 1975. Durant la seva carrera esportiva jugà un total de 158 partits amb la selecció nacional, entre 1967 i 1977.
A nivell de clubs jugà tota la seva carrera al Vasas SC, amb qui guanyà set lligues consecutives (1972 a 1978) i quatre edicions de la copa hongaresa (1969, 1971, 1974 i 1976).